# William Rowe
William Leonard Rowe (26 luglio 1931 – 22 agosto 2015) è stato un filosofo e educatore statunitense.
Specializzato in filosofia analitica e filosofia della religione, ha ricoperto il ruolo di professore di filosofia alla Università Purdue.  Ha giocato un "ruolo decisivo nella rinascita della filosofia analitica della religione sin dagli anni 1980". Importante la sua formulazione dell'argomento evidenziale del male.

## Opere
- The Cosmological Argument. Princeton University Press, 1975. ISBN 0823218856.
- Philosophy of Religion: An Introduction. Wadsworth Publishing, 1978. ISBN 0495007250.
- Thomas Reid on Freedom and Morality. Cornell University Press, 1991. ISBN 0801425573.
- Can God Be Free? Oxford University Press, 2004. ISBN 0199204128.
- "The Problem of Evil and Some Varieties of Atheism." American Philosophical Quarterly 16 (1979): 335–41. Rist. su The Evidential Argument from Evil. Daniel Howard-Snyder, cur. Bloomington, IN: Indiana University Press, 1996.
- "The Evidential Argument from Evil: A Second Look." The Evidential Argument from Evil.  Daniel Howard-Snyder, cur. Bloomington, IN: Indiana University Press, 1996.